# Rodrigo Plá
Rodrigo Plá (9 de junio de 1968 en Montevideo, Uruguay) es un director de cine uruguayo radicado en México. Ha dirigido La zona, Desierto adentro, Un monstruo de mil cabezas, La demora, El otro Tom y El ojo en la nuca

## Reseña biográfica
Estudió cine en el Centro de Capacitación Cinematográfica. 
Dirige primordialmente obras de ficción y suele participar de la creación del guion. Como guionista de sus películas, ha trabajado en conjunto con Laura Santullo, en varias ocasiones. 
Laura Santullo es su pareja, con quien tiene dos hijos.

## Obra

### Cortos
- Novia mía (1996)
- El ojo en la nuca (2001)

### Largometrajes
- La zona (2007)
- Desierto adentro (2008)
- La demora (2012)
- Un monstruo de mil cabezas (2015)
- El otro Tom (2021)

## Premios y distinciones

### Festival Internacional de Cine de Venecia
| Año  | Categoría                                              | Película | Resultado |
| ---- | ------------------------------------------------------ | -------- | --------- |
| 2007 | Premio Luigi de Laurentis a la mejor película de debut | La zona  | Ganador   |
| 2007 | Premio Cine por la paz                                 | La zona  | Ganador   |

- En 1996, Novia mía obtuvo el premio a Mejor corto en el Festival de Cine de Guadalajara
- En 2001, El ojo en la nuca:
  - el Ariel de Plata al Mejor cortometraje de ficción en los Premios Ariel
  - la Mención especial a Mejor medio y cortometraje en el Festival de Cine de La Habana
- En 2007, La zona:
  - el Premio de la Crítica Internacional en el Festival Internacional de Cine de Toronto
- En 2008,
  - La zona:
    - el Premio del público de la Competencia Iberoamericana del Festival de Cine de Miami
    - el Premio del público a Mejor película del Festival Internacional de Cine de San Francisco

  - Desierto adentro:
    - el Premio del público del Festival de Cine de Guadalajara
    - el Premio Mezcal del Festival de Cine de Guadalajara
    - el Premio Mayahuel a Mejor Película Nacional del Festival de Cine de Guadalajara
    - el Premio Mayahuel a Mejor Guion Nacional del Festival de Cine de Guadalajara
- En 2009, Desierto adentro:
  - el Ariel de Plata a Mejor guion cinematográfico original (compartido con Laura Santullo) en los Premios Ariel